# Gran Sèrbia

Mapa de la Gran Sèrbia proposat a finals dels 80 pel Partit Radical Serbi de Vojislav Šešelj. Inclou Macedònia del Nord, Montenegro, Bòsnia i Hercegovina i la Krajina (actual Croàcia).

Gran Sèrbia (Serbi:Велика Србија/Velika Srbija) és un terme aplicat a certs corrents dins del nacionalisme serbi, essencialment expansionistes del territori de l'actual República de Sèrbia.

## Definició
Dins del terme Gran Sèrbia podem trobar-nos amb diferents interpretacions. La primera el relaciona amb l'objectiu d'aconseguir la unió de tots els serbis en un sol estat, i en la seva forma més radical determinaria la inclusió en aquest estat de regions on els serbis són una minoria més o menys significativa. Des de 1918 s'ha aplicat també aquest terme a moviments tendents a la creació o manteniment d'una Iugoslàvia en què els serbis fossin el poble dominant política i ètnicament.
La segona interpretació es referiria als intents d'unir als pobles eslaus del Sud mitjançant l'expansió de Sèrbia, de manera que aquests pobles es veurien forçats a adaptar-se a les lleis i costums sèrbies. Per extensió, després de l'establiment de Iugoslàvia, els opositors a aquesta unió van acusar històricament als seus defensors d'impulsar la imposició del domini serbi sobre Iugoslàvia. Els defensors de la Gran Sèrbia al·legaven que el mateix fet de la creació de Iugoslàvia responia a la necessitat d'unir els serbis sota un sol estat, i que reduir el lideratge serbi seria atacar els fonaments de la mateixa existència del país.

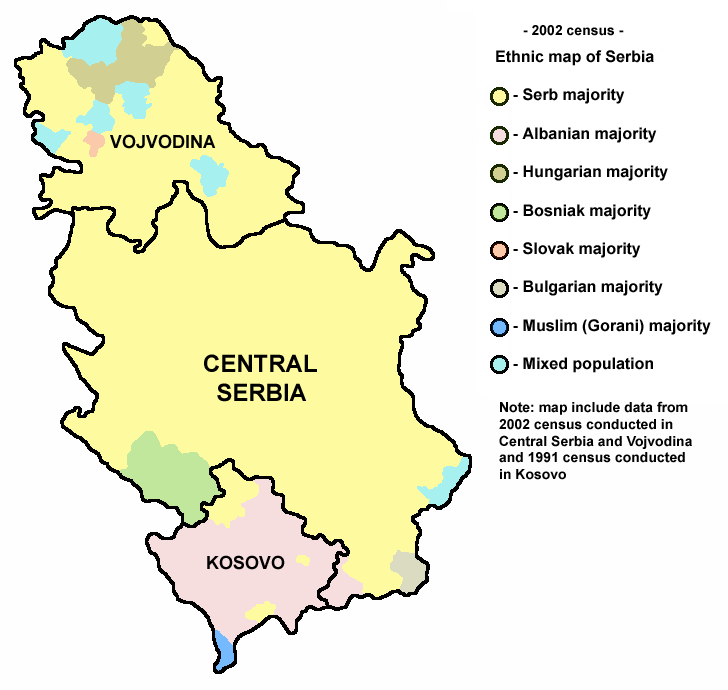
Mapa ètnic de Sèrbia, segons un cens de 2002. En groc, les zones de majoria sèrbia. En magenta, de majoria albanesa.

D'una manera o altra, les reclamacions sobre els territoris que han format en alguna ocasió part de Sèrbia han emergit en nombroses ocasions durant els segles xix i xx, especialment en l'expansió cap al sud de les Guerres Balcàniques de 1912-1913, així com en l'intent d'expansió cap a l'oest amb el desmembrament de Iugoslàvia els anys 90. La idea té com a fonament l'existència històrica d'una gran quantitat de serbis vivint fora de les seves fronteres, particularment a Bòsnia i Hercegovina i antigament a Croàcia (abans de l'expulsió de serbis l'any 1995).

## Precedents històrics
Encara que la idea d'una federació de pobles sud-eslaus ja es trobava present en escrits de l'influent noble polonès Adam Jerzy Czartoryski, es considera que l'ideal de la Velika Srbija té el seu precedent directe en l'informe de 1844 del ministre serbi Ilija Garašanin anomenat Načertanije. En ell es reivindicava la unió dels pobles serbis que en aquell moment es trobaven en territoris estrangers, dividits aleshores entre l'Imperi Austrohongarès i l'Imperi Otomà. Aquests territoris incloïen gran part de l'actual Croàcia (el territori a l'est de la línia Virovitica-Karlovac-Karlobag), tota l'actual Bòsnia i Hercegovina, Kosovo, el nord d'Albània i Macedònia del Nord. Garašanin proposa diversos mètodes per estendre la influència sèrbia, especialment centrats en la propaganda i la interconnexió amb agitadors pro serbis, amb vista a disposar d'una situació favorable quan l'Imperi Otomà finalment col·lapsés.
S'ha assenyalat l'alteració posterior del significat i la influència del "Načertanije", concretament en dos sentits: en primer lloc l'avantprojecte, originalment propagandístic i preocupat per l'enfonsament de l'Imperi Otomà, s'hauria convertit després en un projecte dirigit a expandir la influència i el control serbi fins i tot en terres que mai havien estat part de Sèrbia. L'altra alteració significativa seria el canvi en els mètodes: inicialment un pla de propaganda, transformat posteriorment en estratègia militar i, de vegades, com en el cas de la Mà Negra, en activitat terrorista.
Des dels anys 1850 en endavant la importància de l'ideal, encara sense nom, va anar creixent entre els polítics serbis. Gairebé tots ells imaginaven alguna espècie de "confederació balcànica" que inclouria Sèrbia, Bulgària i, en algunes ocasions, Romania, a més de la Vojvodina, Bòsnia i Hercegovina i Croàcia, sempre que es dissolgués l'Imperi Austrohongarès.

## Aparició del terme
El terme "Gran Sèrbia" apareix per primera vegada de manera pública amb una càrrega pejorativa, en un pamflet del socialista serbi Svetozar Markovic el 1872. El pamflet, que portava per títol Velijka Srbija, expressava la consternació de l'autor davant la possibilitat d'una expansió sense les necessàries reformes socials i culturals, així com davant la possible confrontació amb pobles veïns com croats o búlgars. Posteriorment la valoració del terme aniria variant, per exemple en escrits l'intel·lectual serbobosnià Jefto Dedijer de finals del s.XIX. Aquest imaginava Sèrbia i Montenegro, els dos veïns amb parentiu ètnic dels territoris austrohongaresos, com el nucli eslau al voltant del qual es crearia un gran estat (més ampli que Iugoslàvia) que uniria a tots els serbis, així com les àrees de similar procedència, ja fos per ser pobles eslaus o per la seva coincidència religiosa. Fins aquest punt, la situació no passava de ser una discussió acadèmica.

## Crítiques
El concepte Gran Sèrbia ha estat àmpliament criticat, arran dels conflictes balcànics de finals del s.XX, per altres nacionalitats de l'antiga Iugoslàvia, així com per observadors estrangers. Les principals objeccions que se li fan són tres:
- En primer lloc, les diverses definicions d'un espai nacional serbi han entrat històricament en conflicte amb altres conceptes nacionals (croat, eslovè, etc.) del seu propi espai nacional.

- S'han criticat les seves justificacions històriques, qüestionables quant a les seves demandes territorials: per exemple, durant la Guerra de la independència croata, es va arribar a reclamar tant Dubrovnik com altres parts de Dalmàcia com a territoris històricament serbis.

- Finalment, la naturalesa coercitiva de la creació d'un gran estat serbi contra la voluntat d'altres nacions. Abans de la guerra, els pobles de Iugoslàvia es trobaven altament barrejats i era físicament impossible crear estats ètnicament uniformes sense el desplaçament de grans quantitats de població contra la seva voluntat.